# Beleg van Shimoda
Het Beleg van Shimoda vond plaats in 1590, tijdens de Japanse Sengoku-periode. De slag maakte deel uit van de campagne van Toyotomi Hideyoshi tegen de Hojo-clan. Het betrof was een beleg vanaf zee van een kustfort van de Hojo-clan in provincie Izu. Het beleg viel samen met het Beleg van Odawara. Hoewel de commandanten enkele van de topgeneralen waren van Hideyoshi en ze een troepenmacht van 14.000 man tot hun beschikking hadden, werden ze vier maanden weerstaan door slechts 600 verdedigers.